# 성좌-일본 관계
성좌-일본 관계는 성좌와 일본 간의 관계를 말한다.

## 역사

### 메이지 유신 이전
1549년 8월 로마 가톨릭교회의 선교사 프란치스코 하비에르가 가톨릭을 포교하기 위해 사쓰마반도 보노쓰를 통해 일본에 내항했고 이때 700여 명의 일본인이 가톨릭으로 개종했다. 이 중에는 훗날 일본인으로는 최초로 유럽을 방문하게 되는 가고시마의 베르나르도도 있었다. 1580년 일본에는 다이묘 오토모 소린이나 아리마 하루노부를 비롯해 10만 명의 기독교도가 있었다.
예수회 선교사 알렉산드로 발리냐노가 덴쇼 소년사절단 파견을 제의했다. 사절단은 1584년 로마에 도착해 스페인 국왕 펠리페 2세의 환대를 받은 뒤 교황 그레고리오 13세를 알현했으며 교황 식스토 5세의 대관식에도 참석했다. 하지만 17세기 초부터 에도 막부의 정책으로 기독교가 금지됐고 많은 기독교도가 처형당하기 시작했다.

### 메이지 시대
메이지 유신 이후 기독교 금지령이 철폐되었고 선교사들이 자유롭게 일본을 왕래할 수 있게 되었다. 성좌는 막부 치하에서 처형되었던 일본의 기독교도들을 순교자로 추앙했다. 하지만 오랜 박해 속에서 일본에서 기독교는 잘 확산하지 못했고 그마저도 천주교보다 개신교 신자가 더 많았다. 1906년 교황 비오 10세는 예수회에 요청하여 선교사를 보내 일본에 고등교육기관 설치를 부탁했고 그 결과 1913년 조치 대학이 개교했다.

### 다이쇼 시대와 쇼와 전기 시대
일본과의 관계 개선을 모색하기 위해 성좌가 1919년 피에트로 푸마소니 비온디를 교황 대사로 파견했다. 이후 1942년 아시아 국가로는 최초로 일본이 성좌와 정식으로 국교를 맺었다. 이때 일본은 프랑스 임시 대리대사로 있던 하라다 겐이 성좌 공사로 임명됐고 성좌는 파올로 마렐라를 교황 대사로 임명했다. 다만 이 국교 수립은 제2차 세계 대전이 한창이던 당시 추축국이던 일본이 성좌를 통해 연합국과의 조정을 꾀하려는 의도가 있었던 것이었다. 실제로 반세기가 지날 동안 일본의 가톨릭교도는 130만 명을 넘어섰고 필리핀을 비롯한 일본의 점령지에서도 200만 명이 넘는 신자가 있었다. 따라서 영국과 미국은 성좌가 일본의 전범 행위를 용인했다고 비난하기도 했다.
한편 성좌는 중국에서 일본의 꼭두각시 정권으로 있던 왕징웨이 정권은 승인하지 않았는데 이는 베이징에 파견되어 있던 교황 대사가 왕징웨이 정권의 통치를 받는 영역 내에서도 활동할 수 있도록 합의가 있었기 때문이었다.
1944년 하라다는 교황 비오 12세에게 일본이 정전을 희망한다는 의사를 전달했으나 직후 일본 정부가 이를 부인하는 일이 있었다.

### 전후
1958년 일본 정부는 일본 주재 성좌 공사관을 대사관으로 승격했다. 막시밀리안 폰 퍼스텐버그가 초대 일본 대사로 부임했다.
현재에 이르러서는 성좌와 일본 사이에서 다양한 문화 협력 등 우호 관계가 지속되고 있다. 1993년 아키히토 천황이, 2014년 아베 신조 총리대신이, 2016년 아키시노노미야 후미히토 친왕이 성좌를 방문했으며 2019년에는 교황 프란치스코가 일본을 방문했다.